# Campionati europei di atletica leggera 2014 - Staffetta 4×100 metri maschile
La staffetta 4×100 metri maschile ai Campionati europei di atletica leggera di Zurigo 2014 si è svolta il 12 e 14 agosto 2014 al Stadio Letzigrund.

## Podio
| Oro     | James Ellington, Harry Aikines-Aryeetey, Richard Kilty, Adam Gemili, Daniel Talbot Gran Bretagna |
| Argento | Julian Reus, Sven Knipphals, Alexander Kosenkow, Lucas Jakubczyk Germania                        |
| Bronzo  | Pierre Vincent, Christophe Lemaitre, Teddy Tinmar, Ben Bassaw Francia                            |

## Programma
| Data           | Ora   | Evento  |
| -------------- | ----- | ------- |
| 16 August 2014 | 15:35 | Round 1 |
| 17 August 2014 | 17:05 | Final   |

Ora locale (UTC+2).

## Risultati

### Qualificazione
Le prime tra nazioni di ogni gruppo (Q) e i successivi due migliori tempi (q) accedono alla finale.
| Class | Gruppo | Corsia | Nazione       | Atleti                                                                           | Tempo | Note                                     |
| ----- | ------ | ------ | ------------- | -------------------------------------------------------------------------------- | ----- | ---------------------------------------- |
| 1     | 2      | 5      | Germania      | Julian Reus, Sven Knipphals, Alexander Kosenkow, Lucas Jakubczyk                 | 38.15 | Q,                                       |
| 2     | 1      | 4      | Gran Bretagna | James Ellington, Harry Aikines-Aryeetey, Richard Kilty, Daniel Talbot            | 38.26 | Q                                        |
| 3     | 1      | 5      | Svizzera      | Pascal Mancini, Reto Schenkel, Suganthan Somasundaram, Alex Wilson               | 38.54 | Q,                                       |
| 4     | 2      | 4      | Francia       | Pierre Vincent, Christophe Lemaitre, Teddy Tinmar, Ben Bassaw                    | 38.55 | Q                                        |
| 5     | 2      | 7      | Italia        | Fabio Cerutti, Fausto Desalu, Diego Marani, Delmas Obou                          | 38.71 | Q,                                       |
| 6     | 2      | 2      | Polonia       | Robert Kubaczyk, Dariusz Kuć, Kamil Masztak, Karol Zalewski                      | 38.75 | q                                        |
| 7     | 2      | 1      | Portogallo    | Diogo Antunes, Francis Obikwelu, Arnaldo Abrantes, Yazaldes Nascimento           | 38.79 | q                                        |
| 8     | 1      | 8      | Paesi Bassi   | Giovanni Codrington, Churandy Martina, Hensley Paulina, Wouter Brus              | 38.90 | Q                                        |
| 9     | 1      | 1      | Ucraina       | Roman Kravtsov, Serhiy Smelyk, Vitaliy Korzh, Emil Ibrahimov                     | 39.03 |                                          |
| 10    | 1      | 7      | Svezia        | Tom Kling-Baptiste, Stefan Tärnhuvud, Alexander Brorsson, Erik Hagberg           | 39.27 | Miglior prestazione personale stagionale |
| 11    | 1      | 6      | Finlandia     | Eetu Rantala, Ville Myllymäki, Jonathan Åstrand, Hannu Hämäläinen                | 39.47 | Miglior prestazione personale stagionale |
| 12    | 1      | 3      | Estonia       | Mart Muru, Rait Veesalu, Markus Ellisaar, Marek Niit                             | 39.52 | Record nazionale                         |
| 13    | 2      | 3      | Romania       | Stefan Alexandru Codreanu, Doru Teofilescu, Alexandru Terpezan, Cătălin Cîmpeanu | 39.67 | Miglior prestazione personale stagionale |
| 14    | 1      | 2      | Turchia       | Umutcan Emektas, İzzet Safer, Aykut Ay, Ramil Guliyev                            | 39.83 | Miglior prestazione personale stagionale |
| 15    | 2      | 8      | Lituania      | Žilvinas Adomavičius, Kostas Skrabulis, Ugnius Savickas, Rytis Sakalauskas       | 40.15 |                                          |
| -     | 2      | 6      | Spagna        | Eduard Viles, Sergio Ruíz, Iván Jesús Ramos, Adrià Burriel                       | DNF   |                                          |

### Finale
| Class   | Corsia | Nazione       | Athletes                                                               | Tempo | Notes                                    |
| ------- | ------ | ------------- | ---------------------------------------------------------------------- | ----- | ---------------------------------------- |
| Oro     | 3      | Gran Bretagna | James Ellington, Harry Aikines-Aryeetey, Richard Kilty, Adam Gemili    | 37.93 | EL                                       |
| Argento | 4      | Germania      | Julian Reus, Sven Knipphals, Alexander Kosenkow, Lucas Jakubczyk       | 38.09 | Miglior prestazione personale stagionale |
| Bronzo  | 6      | Francia       | Pierre Vincent, Christophe Lemaitre, Teddy Tinmar, Ben Bassaw          | 38.47 |                                          |
| 4       | 5      | Svizzera      | Pascal Mancini, Reto Schenkel, Suganthan Somasundaram, Alex Wilson     | 38.56 |                                          |
| 5       | 8      | Paesi Bassi   | Giovanni Codrington, Churandy Martina, Hensley Paulina, Wouter Brus    | 38.60 |                                          |
| 6       | 1      | Polonia       | Adam Pawłowski, Dariusz Kuć, Robert Kubaczyk, Karol Zalewski           | 38.85 |                                          |
| -       | 7      | Italia        | Fabio Cerutti, Fausto Desalu, Diego Marani, Delmas Obou                | dnf   |                                          |
| -       | 2      | Portogallo    | Diogo Antunes, Francis Obikwelu, Arnaldo Abrantes, Yazaldes Nascimento | dnf   |                                          |